# ATP Challenger Saint-Rémy-de-Provence
Das ATP Challenger Saint-Rémy-de-Provence (offizieller Name: Trophée des Alpilles) war ein von 2009 bis 2016 jährlich stattfindendes Tennisturnier in Saint-Rémy-de-Provence, Frankreich. Es war Teil der ATP Challenger Tour und wurde im Freien auf Hartplatz ausgetragen. Pierre-Hugues Herbert ist mit drei Titeln im Doppel Rekordsieger des Turniers.

## Liste der Sieger

### Einzel
| Jahr | Sieger                 | Finalgegner            | Ergebnis        |
| ---- | ---------------------- | ---------------------- | --------------- |
| 2016 | Daniil Medwedew        | Joris De Loore         | 6:3, 6:3        |
| 2015 | Ivan Dodig             | Nils Langer            | 6:3, 6:2        |
| 2014 | Nicolas Mahut          | Vincent Millot         | 6:73, 6:4, 6:3  |
| 2013 | Marc Gicquel           | Matteo Viola           | 6:4, 6:3        |
| 2012 | Josselin Ouanna        | Flavio Cipolla         | 6:4, 7:5        |
| 2011 | Édouard Roger-Vasselin | Arnaud Clément         | 6:4, 6:3        |
| 2010 | Jerzy Janowicz         | Édouard Roger-Vasselin | 3:6, 7:68, 7:66 |
| 2009 | Marcos Baghdatis       | Xavier Malisse         | 6:4, 6:1        |

### Doppel
| Jahr | Sieger                                               | Finalgegner                          | Ergebnis           |
| ---- | ---------------------------------------------------- | ------------------------------------ | ------------------ |
| 2016 | Ken Skupski (2) Neal Skupski (2)                     | David O’Hare Joe Salisbury           | 6:75, 6:4, [10:5]  |
| 2015 | Ken Skupski (1) Neal Skupski (1)                     | Andrej Martin Igor Zelenay           | 6:4, 6:1           |
| 2014 | Pierre-Hugues Herbert (3) Konstantin Krawtschuk      | David Guez Martin Vaïsse             | 6:1, 7:63          |
| 2013 | Pierre-Hugues Herbert (2) Albano Olivetti            | Marc Gicquel Josselin Ouanna         | 6:3, 6:75, [15:13] |
| 2012 | Laurynas Grigelis Uladsimir Ihnazik                  | Jordi Marsé Vidri Carlos Poch Gradin | 6:74, 6:3, [10:6]  |
| 2011 | Pierre-Hugues Herbert (1) Édouard Roger-Vasselin (2) | Arnaud Clément Nicolas Renavand      | 6:0, 4:6, [10:7]   |
| 2010 | Gilles Müller Édouard Roger-Vasselin (1)             | Andis Juška Deniss Pavlovs           | 6:0, 2:6, [13:11]  |
| 2009 | Jiří Krkoška Lukáš Lacko                             | Ruben Bemelmans Niels Desein         | 6:1, 3:6, [10:3]   |